# Amphilius caudosignatus
Amphilius caudosignatus är en fiskart som beskrevs av Skelton 2007. Amphilius caudosignatus ingår i släktet Amphilius och familjen Amphiliidae. IUCN kategoriserar arten globalt som starkt hotad. Inga underarter finns listade i Catalogue of Life.